# Jonathan Petersen
Andreas Jonathan Kristoffer Petersen (* 7. Mai 1881 in Paamiut; † 22. August 1961 in Nuuk) war ein grönländischer Komponist, Dichter, Organist, Schriftsteller, Hochschullehrer, Sprachwissenschaftler und Landesrat.

## Leben

### Familie
Jonathan Petersen wurde 1881 in Paamiut als Sohn des Oberkatecheten Lars Apollus David Anders Petersen (1845–1921), eines Schülers Samuel Kleinschmidts, und seiner Frau Lucia Christence Lydia Sabine Egede (1848–1934) geboren. Daher rührte auch Jonathans Interesse am Grönländischen. Sein älterer Bruder war der Landesrat Pavia Petersen (1876–?).
Jonathan Petersen heiratete am 12. Juni 1904 in Nuuk in erster Ehe Marie Helene Ketura Lynge (1882–1911), Tochter des Udstedsverwalters Ole Jakob Søren Poulsen Lynge (1848–1919) und seiner Frau Charlotte Frederikke Ane Beata Heilmann (1854–1883). Aus der Ehe entstammt unter anderem der Sohn Pavia Petersen (1904–1943), der in die Fußstapfen seines Vaters trat, aber jung verstarb. Seine erste Frau starb jung und am 3. November 1912 heiratete er in Nuuk in zweiter Ehe Boletta Sofie Edel Heilmann (1896–?), Tochter des Udstedsverwalters Jakob Søren Apollo Heilmann (1870–1944) und Henriette Karen Petronella Berthelsen (1874–1954). Aus der Ehe gingen zahlreiche weitere Kinder hervor.

### Ausbildung und Karriere
Jonathan Petersen wurde 1897 an Grønlands Seminarium in Nuuk aufgenommen und schloss die dortige Ausbildung im Jahr 1903 ab. Im Folgejahr wurde er dort selbst Lehrer für Gesang, Musik und grönländische Sprache. Da sein musikalisches Talent erkannt worden war, durfte er von 1910 bis 1911 in Kopenhagen unter Johan Henrik Nebelong und Holger Prehn eine Ausbildung zum Organisten absolvieren, die er mit Auszeichnung abschloss. Nach seiner Rückkehr unterrichtete er weiter am Seminarium, wo er zahlreiche seiner Schüler beeinflusste, und war nebenher Organist in der Annaassisitta Oqaluffia. Neben der Orgel war er auch ein talentierter Cellist. 1926 vertrat er Kristoffer Lynge bei einer Sitze in Grønlands Landsråd. 1946 wurde er pensioniert. Ende seines Lebens war er Mitglied im Aufsichtsrat des Arktisk Institut. Jonathan Petersen starb 1961 im Alter von 80 Jahren in Nuuk.

### Werk
Schon in jungen Jahren begann Jonathan Petersen, Kirchenlieder zu schreiben, und bereits zum 1907 erschienenen grönländischen Liederbuch trug er mit 26 Liedern bei. In späteren Ausgaben erschienen 47 weitere Lieder. Er schrieb zudem Gedichte und komponierte Melodien zu den Gedichten anderer. Er übersetzte dänische Lieder ins Grönländische, darunter die dänische Nationalhymne Der er et yndigt land, wobei seine Übersetzungen meist eher freie Übertragungen waren, die die Stimmung ihres Originals in einen grönländischen Kontext übernahmen. Er wird häufig als Brückenfigur zwischen dänischer und grönländischer Gesangslyrik angesehen. Das bedeutendste Werk Jonathan Petersens ist jedoch unumstritten die Komposition und Dichtung der Hymne Nuna asiilasooq sowie die Komposition der von Henrik Lund ursprünglich zur Melodie der schwedischen Nationalhymne Du gamla, du fria geschriebenen Hymne Nunarput utoqqarsuanngoravit. 1921 veröffentlichte er sein eigenes Liederbuch Erinarssûtit und kurz darauf auch ein Melodiebuch. Das Buch gehört zu den bedeutendsten Werken der grönländischen Literaturgeschichte und trug stark zur Schaffung eines gemeinschaftlichen grönländischen Identitätsgefühls in der ersten Hälfte des 20. Jahrhunderts bei. Kein Grönländer hat jemals mehr Lieder geschrieben als Jonathan Petersen. Inhaltlich waren seine Werke vielfältig: Er pries sowohl die grönländische Natur und Tradition, schrieb aber auch über Chancen des dänischen kolonialen Einflusses auf Sprache und Lebensweise.
Neben der Musik war Jonathan Petersen auch als Schriftsteller aktiv. Er schrieb einige Artikel in den Zeitungen Atuagagdliutit und Avangnâmioĸ zu verschiedenen Themen, in denen er sich oft emotional über die Sprache äußerte. Zudem veröffentlichte er alte Sagen. In den 1930er Jahren schrieb er als einer der ersten Grönländer einen Roman, Inûnerup sarfâne, der jedoch erst 1957 erschien und dessen Inhalt stark von Nikolai Frederik Severin Grundtvig geprägt ist. Neben Belletristik schuf er auch zwei Lehrbücher: 1914 über Metrik und 1920 über Rhythmik. Geprägt von Samuel Kleinschmidt, der 1851 die grönländische Rechtschreibung normiert hatte, veröffentlichte er 1921 ein Buch über die grönländische Rechtschreibung. 1951 veröffentlichte er das erste grönländische Rechtschreib- und Synonymwörterbuch Ordbogêraĸ, das mit einigen kleinen Änderungen noch einmal die Kleinschmidtsche Rechtschreibung festigte. Zudem war er an der redaktionellen Erstellung eines neuen grönländisch-dänischen Wörterbuchs beteiligt, das jedoch erst nach seinem Tod erschien.

### Ehrungen

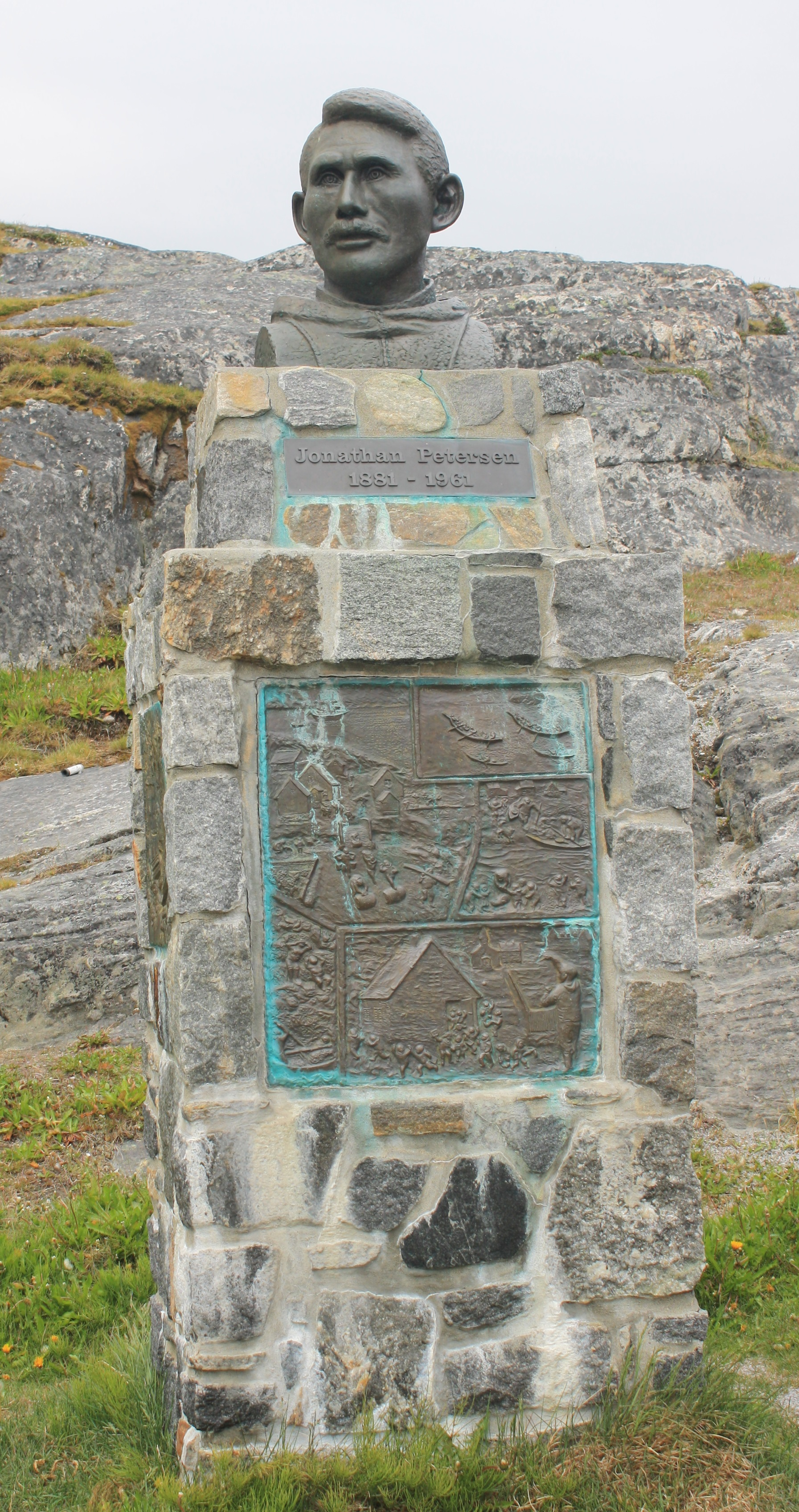
Denkmal in Nuuk

Jonathan Petersen gilt als nationale Leitfigur. Er wurde 1936 zum Dannebrogmand ernannt. 1948 erhielt er die Fortjenstmedaljen in Silber und am 13. Juli 1952 wurde er mit der dänischen Verdienstmedaille Ingenio et arti ausgezeichnet. Direkt vor der Kirche in Nuuk steht heute ihm zu Ehren ein Denkmal (→ Karte).

## Werke
- 1914: Metrik. Imáipoĸ versiliorneĸ. Ilíniutit, ilâtigut ĸavdlunât ilíniusiáinik najorĸutaĸardlune („Metrik. Das ist das Schreiben von Versen. Lehrbuch, teilweise auf Grundlage von dänischen Lehrmethoden“)
- 1915: Erinarssûtit („Lieder“) (Band 1)
- 1915: Erinarssûtit („Lieder“) (Band 2)
- 1920: Taigdlat. Rytmeĸardluarnigssamik taigdlarssordluarnigssamigdlo sungiusautigssat. Mêrĸanut atortugssat („Gedichte. Übungen für gute Rhythmik und gutes Dichten. Zum Gebrauch für Kinder“)
- 1921: Erinarssûtit („Lieder“) (Band 3)
- 1921: Kalâtdlisut agdlangneĸ: Oĸalugtuârĸat issigalugit alardlugitdlo atuagagssiornermik kúkunersiugagssanigdlo sungiusautigalugit atortagagssat („Schreiben auf Grönländisch. Zu Gebrauch als Übung für das Verfassen und Korrekturlesen von kleinen Geschichten lesend und auswendig“)
- 1926: Oĸalugtuarfigigatdlardlavkit. Oĸalugtuat oĸalualârutitdlo inuiaĸatigîngnit ássigĩngitsunit pissut („Lass mich dir eben erzählen. Geschichten und Erzählungen aus verschiedenen Gesellschaften“)
- 1939: Erinarssûtit nûtait („Die Noten der Lieder“)
- 1951: Ordbogêraĸ. Tássa kalâtdlit oĸausîsa agdlangnerinik najorĸutagssiaĸ („Kleines Wörterbuch. Das ist die Grundlage für das Schreiben der grönländischen Sprache“)
- 1957: Inûnerup sarfâne („Im Strom des Lebens“)